# Ehud Netzer

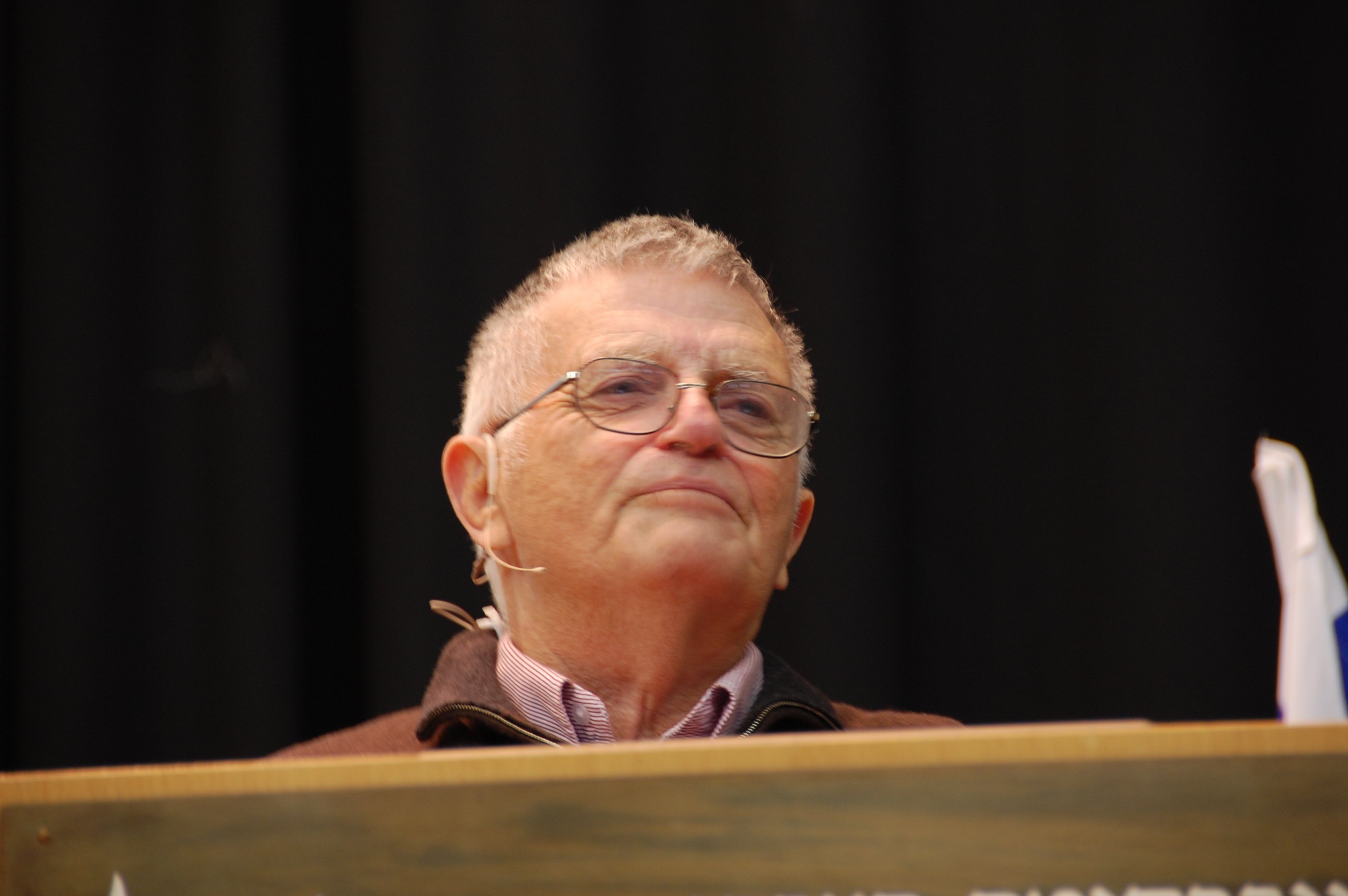
Ehud Netzer (2008)

Ehud Netzer (Jeruzalem, 13 mei 1934 - 28 oktober 2010) was een Israëlische archeoloog.

## Levensloop
Netzer was een professor van de faculteit archeologie aan de Hebreeuwse Universiteit van Jeruzalem. Hij heeft veel toonaangevende publicaties op zijn naam staan met betrekking tot de archeologie en architectuur van de Herodiaanse periode in Israël. Hij promoveerde in 1978 aan de Hebreeuwse Universiteit op de paleizen van Herodes de Grote bij Herodion en zijn winterpaleizen bij Jericho. In 1981 werd hij benoemd aan de Hebreeuwse Universiteit van Jeruzalem, in 1990 gevolgd door zijn aanstelling als professor. Ook na zijn emeritaat in 2002 zette hij vanuit deze universiteit zijn archeologisch onderzoek voort. Een hoogtepunt in zijn carrière was de vondst van het graf van Herodes bij Herodion in 2007.
Netzer overleed op 28 oktober 2010 in het Hadassah ziekenhuis in Jeruzalem aan de gevolgen van een metersdiepe val drie dagen eerder, toen hij tijdens de voorbereidingen van een tentoonstelling gewijd aan Herodes de Grote bij Herodion van een helling viel. Na Netzers dood hebben zijn medewerkers de voorbereidingen voortgezet, wat in het voorjaar van 2013 geresulteerd heeft in de tentoonstelling Herod the Great—The King’s Final Journey in het Israel Museum. De tentoonstelling is aan Netzer opgedragen.

## Opgravingen
Netzer heeft leiding gegeven aan veel opgravingen met betrekking tot de Herodiaanse periode. Soms gaf hij leiding aan meerdere opgravingen tegelijkertijd:
- 1963-1965 assistent van Yigael Yadin bij opgravingen op Massada
- 1972-1987 hoofd van de opgravingen van het lager gelegen deel van Herodion
- 1973-1987 hoofd van de opgravingen van de Winterpaleizen bij Jericho
- 1975-1979 samen met D. Bahat en Lee I. Levine hoofd van de opgravingen in Caesarea
- rond 1985 samen met Kathryn Gleason opgravingen verricht naar de Herodiaanse tuinen op Massada, bij Jericho en Herodion
- 1990-1994 samen met Zeev Weiss hoofd van de opgravingen in Sepphoris
- 1995-2000 hoofd van nieuwe opgravingen op Massada
- 1997-2000 en 2005-heden hoofd van nieuwe opgravingen bij Jericho en Herodion. De opgravingen bij Herodion hadden voor Netzer zelf vooral tot doel het graf van Herodes de Grote te vinden. Op 8 mei 2007 maakte de Hebrew University bekend dat het graf van Herodes inderdaad door Netzer gevonden is.[1]

## Prijzen
Netzer heeft tweemaal de (jaarlijks uitgereikte) Irene Levi-Sala Book Prize voor het beste boek over de Israëlische archeologie gewonnen, beide keren in de categorie wetenschappelijke publicaties:
- 1995 voor zijn boek Masada III (het derde deel in een serie van vijf)
- 2004 (gedeeld) voor zijn opgravingsverslagen van Jericho en Herodion

- Bibsys: 90643465
- Biblioteca Nacional de España: XX1554932
- Bibliothèque nationale de France: cb14626901f (data)
- Catàleg d'autoritats de noms i títols de Catalunya: 981058591028706706
- Gemeinsame Normdatei: 112527000
- International Standard Name Identifier: 0000 0000 8131 5928
- Library of Congress Control Number: n79008320
- Nationale Bibliotheek van Letland: 000287588
- Nationale Bibliotheek van Israël: 987007265954705171
- Nederlandse Thesaurus van Auteursnamen: 072200480
- Réseau des bibliothèques de Suisse occidentale: 02-A003635717
- Istituto Centrale per il Catalogo Unico: TO0V268470
- Système universitaire de documentation: 060964200
- Virtual International Authority File: 27320474
- WorldCat: E39PBJpv7ypGyj3CdJcQXqYF8C